# Liste der Kriege und Schlachten Dänemarks
Die Liste der Kriege und Schlachten Dänemarks zeigt chronologisch ab ca. 800 nach Christus die wichtigsten kriegerischen Auseinandersetzungen mit Kriegen, Schlachten und Gefechten auf dänischem Gebiet oder unter maßgeblicher dänischer Beteiligung.

## Bis 10. Jahrhundert
| Datum                                           | Schlachtname                                    | Ort, Region, Staat (heute)                      | Ergebnis                                        |
| 865 – 878: Dänische Invasion Englands (Danelag) | 865 – 878: Dänische Invasion Englands (Danelag) | 865 – 878: Dänische Invasion Englands (Danelag) | 865 – 878: Dänische Invasion Englands (Danelag) |
| ----------------------------------------------- | ----------------------------------------------- | ----------------------------------------------- | ----------------------------------------------- |
| 870, 31. Dezember                               | Schlacht bei Englefield                         | Englefield, Berkshire, England                  | Angelsachsen besiegen Dänemark                  |
| 871, 4./5. Januar                               | Schlacht von Reading                            | Reading, Berkshire, England                     | Dänemark besiegt Angelsachsen                   |
| 871, 8. Januar                                  | Schlacht von Ashdown                            | Ashdown, Berkshire, England                     | Angelsachsen besiegen Dänemark                  |
| 871, 22. Januar                                 | Schlacht von Basing                             | Old Basing, Hampshire, England                  | Dänemark besiegt Angelsachsen                   |
| 871, 22. März                                   | Schlacht von Marton                             | Ort unklar, England                             | Dänemark besiegt Angelsachsen                   |
| 875                                             | Schlacht bei Dollar                             | Dollar, Clackmannanshire, Schottland            | Dänemark besiegt Schottland                     |
| 917                                             | Schlacht bei Tempsford                          | Tempsford, Bedfordshire, England                | Angelsachsen besiegen Dänemark                  |
| Ostfrankenreich gegen Dänemark                  |                                                 |                                                 |                                                 |
| 934                                             | Schlacht von Haithabu                           | Schleswig-Holstein, Deutschland                 | Ostfrankenreich besiegt Dänemark                |
| Norwegen gegen Dänemark                         |                                                 |                                                 |                                                 |
| 961                                             | Schlacht bei Fitjar                             | Fitjar, Hordaland, Norwegen                     | Norwegen besiegt Dänemark                       |
| Dänische Invasion Englands (Danelag)            |                                                 |                                                 |                                                 |
| 962                                             | Schlacht von Bauds                              | Bei Cullen, Aberdeenshire, Schottland           | Schottland besiegt Dänemark                     |

## 11. Jahrhundert
| Datum                                 | Schlachtname                         | Ort, Region, Staat (heute)                 | Ergebnis                                       |
| Schweden und Norwegen gegen Dänemark  | Schweden und Norwegen gegen Dänemark | Schweden und Norwegen gegen Dänemark       | Schweden und Norwegen gegen Dänemark           |
| ------------------------------------- | ------------------------------------ | ------------------------------------------ | ---------------------------------------------- |
| 1000, 9. September                    | Seeschlacht von Svold                | Ort unklar, Ostsee                         | Dänemark besiegt Norwegen                      |
| Dänische Eroberung Englands           |                                      |                                            |                                                |
| 1001                                  | Erstes Gefecht von Alton             | Ort unklar, Hampshire/West Sussex, England | Dänemark besiegt England                       |
| 1016                                  | Schlacht von Brentford               | Brentford, Middlesex, England              | England besiegt Dänemark                       |
| 1016, 18. Oktober                     | Schlacht von Assandun                | Ort unklar, Essex, England                 | Dänemark besiegt England                       |
| Zw. 1025 und 1027                     | Schlacht am Helgeå                   | Unterlauf Helge å, Schonen, Schweden       | England–Dänemark besiegt Schweden und Norwegen |
| Dänisch–Wendischer Krieg              |                                      |                                            |                                                |
| 1043, 28. September                   | Schlacht auf der Lürschauer Heide    | Lürschau, Schleswig-Holstein, Deutschland  | Dänemark und Norwegen besiegen Wenden          |
| 1048–1064: Dänisch–Norwegischer Krieg |                                      |                                            |                                                |
| 1062, 9. August                       | Seeschlacht von Nissan               | Nissan (Fluss), Halland, Schweden          | Norwegen besiegt Dänemark                      |

## 12. Jahrhundert
| Datum                                                            | Schlachtname                                                    | Ort, Region, Staat (heute)                                      | Ergebnis                                                        |
| 1131–1134: Erster Dänischer Königskrieg (Dänischer Bürgerkrieg)  | 1131–1134: Erster Dänischer Königskrieg (Dänischer Bürgerkrieg) | 1131–1134: Erster Dänischer Königskrieg (Dänischer Bürgerkrieg) | 1131–1134: Erster Dänischer Königskrieg (Dänischer Bürgerkrieg) |
| ---------------------------------------------------------------- | --------------------------------------------------------------- | --------------------------------------------------------------- | --------------------------------------------------------------- |
| 1131                                                             | Schlacht bei Ripen                                              | Ribe, Südjütland, Dänemark                                      | Erik II. besiegt Niels                                          |
| 1132                                                             | Schlacht bei Sejerø                                             | Sejerø, Seeland, Dänemark                                       | Erik II. besiegt Niels                                          |
| 1133                                                             | Schlacht bei Værebro                                            | Bei Jyllinge, Seeland, Dänemark                                 | Niels besiegt Erik II.                                          |
| 1134, 11. Juni                                                   | Schlacht bei Fodevig                                            | Bei Hammar, Schonen, Schweden                                   | Erik II. besiegt Niels und Magnus (Schweden)                    |
| 1135, Oktober                                                    | Eroberung von Roskilde                                          | Roskilde, Seeland, Dänemark                                     | Pommern und Ranen besiegen Dänemark                             |
| 1144–1147: Wendenkreuzzug                                        |                                                                 |                                                                 |                                                                 |
| 1137–1143: Zweiter Dänischer Königskrieg (Dänischer Bürgerkrieg) |                                                                 |                                                                 |                                                                 |
| 1142                                                             | Schlacht bei Glumstrup                                          | Östlich Lund, Schonen, Schweden                                 | Dänemark besiegt Schonen                                        |
| 1143                                                             | Schlacht bei Tjutebro                                           | Bei Helsingborg, Schonen, Schweden                              | Dänemark besiegt Schonen                                        |
| 1146–1152: Dritter Dänischer Königskrieg (Dänischer Bürgerkrieg) |                                                                 |                                                                 |                                                                 |
| 1146/1147                                                        | Schlacht bei Slangerup                                          | Bei Frederikssund, Seeland, Dänemark                            | Seeland und Schonen besiegen Jütland                            |
| 1149                                                             | Schlacht bei Taastrup                                           | Høje-Tåstrup, Seeland, Dänemark                                 | Seeland und Schonen besiegen Jütland                            |
| 1150                                                             | Schlacht bei Viborg                                             | Viborg, Nordjütland, Dänemark                                   | Seeland und Schonen besiegen Jütland                            |
| 1151                                                             | Schlacht bei Gedbæk                                             | Bei Viborg, Nordjütland, Dänemark                               | Seeland und Schonen besiegen Jütland                            |
| 1153–1154: Dänisch-Schwedischer Krieg (Smålandkrieg)             |                                                                 |                                                                 |                                                                 |
| 1154–1157: Vierter Dänischer Königskrieg (Dänischer Bürgerkrieg) |                                                                 |                                                                 |                                                                 |
| 1157, 23. Oktober                                                | Schlacht auf der Grathe Hede                                    | Bei Viborg, Nordjütland, Dänemark                               | Waldemar I. besiegt Sven III.                                   |

## 13. Jahrhundert
| Datum                                                             | Schlachtname                            | Ort, Region, Staat (heute)                  | Ergebnis |
| 1200–1201: Dänische Eroberung Holsteins                           | 1200–1201: Dänische Eroberung Holsteins | 1200–1201: Dänische Eroberung Holsteins     | 1200–1201: Dänische Eroberung Holsteins                                                                                              |
| ----------------------------------------------------------------- | --------------------------------------- | ------------------------------------------- | --- |
| 1201                                                              | Schlacht bei Stellau                    | Wrist (Schleswig-Holstein), Deutschland     | Dänemark besiegt Gft. Schauenburg-Holstein                                                                                           |
| 1208–1210: Dänisch-Schwedischer Krieg                             |                                         |                                             | |
| 1208, 31. Januar                                                  | Schlacht bei Lena                       | Kungslena, Västergötland, Schweden          | Schweden besiegt Dänemark |
| 1210, 17. Juli                                                    | Schlacht bei Gestilren                  | Ort unklar, Schweden                        | Schweden besiegt Dänemark |
| 1219: Dänische Eroberung Estlands                                 |                                         |                                             | |
| 1206, Sommer                                                      | Schlacht um Ösel (1206)                 | Saaremaa, Estland                           | Ösel–Esten besiegen Kgr. Dänemark und Kreuzfahrer                                                                                    |
| 1219, 15. Juni                                                    | Schlacht von Lyndanisse                 | Tallinn, Harrien, Estland                   | Kgr. Dänemark und Rügener Wenden besiegt Esten (Revala und Harrien)                                                                  |
| 1221, April                                                       | Belagerung von Reval (1221)             | Tallinn, Harrien, Estland                   | Kgr. Dänemark besiegt Ösel–Esten und Esten (Revala, Harrien und Wierland)                                                            |
| 1223, Februar–März                                                | Belagerung von Reval (1223)             | Tallinn, Harrien, Estland                   | Kgr. Dänemark besiegt Ösel–Esten und Esten (Wiek, Varbola, Jerwen und Wierland)                                                      |
| 1226–1227: Dänischer Verlust Holsteins                            |                                         |                                             | |
| 1225, Januar                                                      | Schlacht bei Mölln                      | Mölln (Schleswig-Holstein), Deutschland     | Norddeutsche Fürstenkoalition besiegt Dänemark                                                                                       |
| 1226, Herbst                                                      | Schlacht bei Rendsburg                  | Rendsburg (Schleswig-Holstein), Deutschland | Dänemark besiegt Norddeutsche Fürstenkoalition                                                                                       |
| 1227, 22. Juli                                                    | Schlacht bei Bornhöved (1227)           | Bornhöved (Schleswig-Holstein), Deutschland | Norddeutsche Fürstenkoalition besiegt Dänemark                                                                                       |
| Nordische/Baltische Kreuzzüge                                     |                                         |                                             | |
| 1236, 22. September                                               | Sonnenschlacht von Schaulen             | Šiauliai, Bezirk Schaulen, Litauen          | Samogiten, Litauer und Semgallen besiegen Schwertbrüderorden, Pleskauer Russen, Livländer, Lettgallen und Kgr. Dänemark              |
| 1242, 5. April                                                    | Schlacht auf dem Peipussee              | Peipussee, Estland/Russland                 | Nowgoroder und Pleskauer Russen sowie Großfürstentum Litauen besiegen Livländischen Orden, Bistum Dorpat und Kgr. Dänemark           |
| 1260, 13. Juli                                                    | Schlacht an der Durbe                   | Durbe, Kurland, Lettland                    | Samogiten und Großfürstentum Litauen besiegen Livländischen Orden mit Kuren, Prussen, Kgr. Dänemark und Kgr. Schweden                |
| 1268, 18. Februar                                                 | Schlacht bei Wesenberg (1268)           | Rakvere, West-Wierland, Estland             | Nowgoroder und Pleskauer Russen besiegen Livländischen Orden, Bistum Dorpat, Bistum Ösel-Wiek und Kgr. Dänemark (Hzt. Estland)       |
| 1270, 16. Februar                                                 | Schlacht bei Karusen                    | Karuse, Pärnumaa, Estland                   | Großfürstentum Litauen und Semgallen besiegen Livländischen Orden, Bistum Dorpat, Bistum Ösel-Wiek, und Kgr. Dänemark (Hzt. Estland) |
| 1274–1275: Dänisch-Schwedischer Krieg (Valdemar Birgersson-Krieg) |                                         |                                             | |
| 1275                                                              | Schlacht bei Hova                       | Hova, Västergötland, Schweden               | Dänemark besiegt Schweden |
| 1276–1278: Dänisch-Schwedischer Krieg (6000-Marks-Krieg)          |                                         |                                             | |
| 1289–1296: Dänisch-Norwegischer Krieg (Der Rachekrieg)            |                                         |                                             | |
| 1289, 7. Juli                                                     | Schlacht bei Kopenhagen (1289)          | Kopenhagen, Seeland, Dänemark               | Dänemark besiegt Norwegen |
| 1289, 9. Juli                                                     | Schlacht bei Skanör                     | Skanör, Schonen, Schweden                   | Dänemark besiegt Norwegen und Schweden                                                                                               |

## 14. Jahrhundert
| Datum                                             | Schlachtname                             | Ort, Region, Staat (heute)               | Ergebnis                                                                                         |
| 1308–1317: Norddeutscher Markgrafenkrieg          | 1308–1317: Norddeutscher Markgrafenkrieg | 1308–1317: Norddeutscher Markgrafenkrieg | 1308–1317: Norddeutscher Markgrafenkrieg                                                         |
| ------------------------------------------------- | ---------------------------------------- | ---------------------------------------- | ------------------------------------------------------------------------------------------------ |
| 1316, August                                      | Schlacht bei Gransee                     | Gransee, Brandenburg, Deutschland        | Mecklenburg, Werle, Dänemark und Norddeutsche Fürsten besiegen Mgft. Brandenburg und Verbündete. |
| 1343–1345 Estnischer Volksaufstand gegen Dänemark |                                          |                                          |                                                                                                  |
| 1343, 23. April                                   | Aufstand in der Georgsnacht              | Kreis Harju, Estland                     | Beginn des Aufstandes der Esten                                                                  |
| 1343, 11. Mai                                     | Schlacht von Kanavere                    | Kanavere (Kreis Harju), Estland          | Schwertbrüderorden besiegt Hzt. Estland                                                          |
| 1343, 14. Mai                                     | Schlacht von Kimmole                     | Sõjamäe, (Tallinn), Estland              | Schwertbrüderorden besiegt Hzt. Estland                                                          |
| 1361–1364: Erster Waldemarkrieg                   |                                          |                                          |                                                                                                  |
| 1361, 27. Juli                                    | Schlacht von Visby                       | Visby, Gotland, Schweden                 | Dänemark besiegt Bauern                                                                          |
| 1367–1370: Zweiter Waldemarkrieg                  |                                          |                                          |                                                                                                  |
| 1388–1395: Dänisch-Schwedischer Krieg             |                                          |                                          |                                                                                                  |
| 1389, 24. Februar                                 | Schlacht von Åsle                        | Bei Falköping, Västergötland, Schweden   | Dänemark besiegt Schweden                                                                        |
| 1392–1398: Dänischer Krieg gegen die Vitalier     |                                          |                                          |                                                                                                  |

## 15. Jahrhundert
| Datum                                               | Schlachtname                                | Ort, Region, Staat (heute)                  | Ergebnis                                    |
| 1426–1435: (1.) Dänisch-Hanseatischer Krieg         | 1426–1435: (1.) Dänisch-Hanseatischer Krieg | 1426–1435: (1.) Dänisch-Hanseatischer Krieg | 1426–1435: (1.) Dänisch-Hanseatischer Krieg |
| --------------------------------------------------- | ------------------------------------------- | ------------------------------------------- | ------------------------------------------- |
| 1427, 11. – 25. Juli                                | Seeschlacht im Öresund (1427)               | Øresund und Køgebucht, Dänemark             | Dänemark (Kalmarer Union) besiegen Hanse    |
| 1428, 6. – 15. Juni                                 | Seeschlacht von Kopenhagen                  | Kopenhagen, Dänemark                        | Hanse besiegt Dänemark (Kalmarer Union)     |
| 1429, 4. – 8. Mai                                   | Seegefecht beim Dänholm                     | Dänholm, Strelasund                         | Hanse besiegt Dänemark (Kalmarer Union)     |
| 1434–1436: Engelbrekt-Aufstand                      |                                             |                                             |                                             |
| 1437, 17. Januar                                    | Schlacht bei Hällaskogen                    | Haraker, Västmanland, Schweden              | Schweden besiegt Dänemark-Norwegen          |
| 1463–1464: Schwedischer Aufstand gegen Christian I. |                                             |                                             |                                             |
| 1463, 21. August                                    | Schlacht bei Helgeandsholmen                | Helgeandsholmen (Stockholm), Schweden       | Dänemark-Norwegen besiegt Schweden          |
| 1464, 17. April                                     | Schlacht bei Haraker                        | Haraker, Västmanland, Schweden              | Schweden besiegt Dänemark-Norwegen          |
| 1468–1469: Dänisch-Schwedischer Krieg               |                                             |                                             |                                             |
| 1469                                                | Schlacht bei Öresten                        | Öresten (Kinna), Västergötland, Schweden    | Schweden besiegt Dänemark-Norwegen          |
| 1470–1471: Dänisch-Schwedischer Krieg               |                                             |                                             |                                             |
| 1471, 10. Oktober                                   | Schlacht am Brunkeberg                      | Norrmalm (Stockholm), Schweden              | Schweden besiegt Dänemark-Norwegen          |
| 1497–1500: Dänisch-Schwedischer Krieg               |                                             |                                             |                                             |
| 1497, 28. September                                 | Schlacht bei Rotebro                        | Rotebro (Stockholm), Schweden               | Dänemark-Norwegen besiegt Schweden          |

## 16. Jahrhundert
| Datum                                                                  | Schlachtname                      | Ort, Region, Staat (heute)                          | Ergebnis                                                                                               |
| 1500: Dithmarscher Bauernaufstand                                      | 1500: Dithmarscher Bauernaufstand | 1500: Dithmarscher Bauernaufstand                   | 1500: Dithmarscher Bauernaufstand                                                                      |
| ---------------------------------------------------------------------- | --------------------------------- | --------------------------------------------------- | --- |
| 1500, 17. Februar                                                      | Schlacht bei Hemmingstedt         | Dithmarschen, (Schleswig-Holstein), Deutschland     | Dithmarscher Bauern besiegen Dänemark                                                                  |
| 1501–1503: Dänisch-Schwedischer Krieg (Absetzungskrieg gegen Kg. Hans) |                                   |                                                     | |
| 1501–1512: Dänisch-Schwedischer Krieg                                  |                                   |                                                     | |
| 1506                                                                   | Belagerung von Kalmar (1506)      | Kalmar, Småland, Schweden                           | |
| 1506                                                                   | Belagerung von Borgholm (1506)    | Borgholm, Öland, Schweden                           | |
| 1509–1512: (2.) Dänisch-Hanseatischer Krieg                            |                                   |                                                     | |
| 1510, 27. August                                                       | Schlacht bei Fante Håla           | Bei Helsingborg, Schonen, Schweden                  | |
| 1510, August                                                           | Belagerung von Kalmar (1510)      | Kalmar, Småland, Schweden                           | Schweden und Lübeck besiegen Dänemark-Norwegen                                                         |
| 1510                                                                   | Belagerung von Borgholm (1510)    | Borgholm, Öland, Schweden                           | Schweden und Lübeck besiegen Dänemark-Norwegen                                                         |
| 1512–1520: Dänisch-Schwedischer Krieg                                  |                                   |                                                     | |
| 1517, August                                                           | Schlacht bei Vädla                | Östermalm (Stockholm), Schweden                     | Schweden besiegt Dänemark-Norwegen                                                                     |
| 1518, 27. Juli                                                         | Schlacht bei Brännkyrka           | Ort unklar, Schweden                                | Schweden besiegt Dänemark-Norwegen                                                                     |
| 1520, 19. Januar                                                       | Schlacht bei Bogesund             | See Åsunden bei Ulricehamn, Västergötland, Schweden | Dänemark-Norwegen besiegt Schweden                                                                     |
| 1520                                                                   | Schlacht bei Badelundaåsen        | Nationalpark Tiveden, Västergötland, Schweden       | |
| 1520, 6. April                                                         | Karfreitagsschlacht bei Uppsala   | Uppsala, Uppland, Schweden                          | Dänemark-Norwegen besiegt Schweden                                                                     |
| 1521–1523: Schwedischer Befreiungskrieg                                |                                   |                                                     | |
| 1521, 5. Februar                                                       | Schlacht von Falun                | Falun, Dalarna, Schweden                            | Schweden besiegt Dänemark-Norwegen                                                                     |
| 1521, April                                                            | Schlacht bei der Brunnbäcks Fähre | Brunnbäck, Dalarna, Schweden                        | Schweden besiegt Dänemark-Norwegen                                                                     |
| 1521, 29. April                                                        | Schlacht von Västerås             | Västerås, Västmanland, Schweden                     | Schweden besiegt Dänemark-Norwegen                                                                     |
| 1521, 19. Mai                                                          | Schlacht um Uppsala               | Uppsala, Uppland, Schweden                          | Schweden besiegt Dänemark-Norwegen                                                                     |
| 1523, 27. Mai                                                          | Eroberung von Kalmar              | Kalmar, Småland, Schweden                           | Schweden besiegt Dänemark-Norwegen                                                                     |
| 1523, 16/17. Juni                                                      | Eroberung von Stockholm           | Stockholm, Schweden                                 | Schweden besiegt Dänemark-Norwegen                                                                     |
| 1534–1536: Grafenfehde (Dänischer Bürgerkrieg)                         |                                   |                                                     | |
| 1534, 16. Oktober                                                      | Schlacht bei Svenstrup            | Bei Aalborg, Ostjütland, Dänemark                   | Kg. Christian II. und Lübeck besiegt Hz. Christian III.                                                |
| 1535, 11. Juni                                                         | Schlacht am Øksnebjerg            | Bei Assens, Fünen, Dänemark                         | Hz. Christian III. besiegt Kg. Christian II. und Lübeck                                                |
| 1537: Olav-Engelbrektsson-Aufstand (Reformationskrieg)                 |                                   |                                                     | |
| 1537, 20. – 23. Juni                                                   | Schlacht bei Hamar                | Hamar, Hedmark, Norwegen                            | Dänemark besiegt Norwegen                                                                              |
| 1559: Dithmarscher Letzte Fehde                                        |                                   |                                                     | |
| 1559                                                                   | Letzte Fehde                      | Dithmarschen, (Schleswig-Holstein), Deutschland     | Dänemark-Norwegen, Schleswig-Holstein-Gottorf und Schleswig-Holstein-Hadersleben besiegen Dithmarscher |
| 1563–1570: Dreikronenkrieg (Nordischer Siebenjähriger Krieg)           |                                   |                                                     | |
| 1563, 30. Mai                                                          | Erste Seeschlacht vor Bornholm    | Rønne, (Bornholm), Dänemark                         | Schweden besiegt Dänemark-Norwegen                                                                     |
| 1563, 4. September                                                     | Eroberung von Älvsborg            | Festung Älvsborg, Halland, Schweden                 | Dänemark-Norwegen und Lübeck besiegen Schweden                                                         |
| 1563, 11. September                                                    | Seeschlacht vor Öland (1563)      | Ostküste Öland, Schweden                            | Schweden gegen Dänemark-Norwegen und Lübeck                                                            |
| 1563, 9. November                                                      | Schlacht bei Mared                | Oskarström, Halland, Schweden                       | Dänemark-Norwegen und Lübeck besiegen Schweden                                                         |
| 1564, 30./31. Mai                                                      | Erste Seeschlacht vor Öland       | Gotland/Öland, Schweden                             | Dänemark-Norwegen und Lübeck besiegen Schweden                                                         |
| 1564, 14. August                                                       | Zweite Seeschlacht vor Öland      | Nordküste Öland, Schweden                           | Schweden besiegt Dänemark-Norwegen und Lübeck                                                          |
| 1564, 4. September                                                     | Blutbad von Ronneby               | Ronneby, Blekinge, Schweden                         | Schweden besiegt Dänemark-Norwegen und Lübeck                                                          |
| 1565, 21. Mai                                                          | Seeschlacht vor Rügen             | Küste Rügen, Deutschland/Polen                      | Schweden besiegt Dänemark-Norwegen und Lübeck                                                          |
| 1565, 4. Juni                                                          | Seeschlacht bei Bukow             | Bukow, Mecklenburg, Deutschland                     | Schweden besiegt Dänemark-Norwegen und Lübeck                                                          |
| 1565, 7. Juli                                                          | Zweite Seeschlacht vor Bornholm   | Bornholm, Dänemark                                  | Schweden besiegt Dänemark-Norwegen und Lübeck                                                          |
| 1565, 20. Oktober                                                      | Schlacht bei Axtorna              | Axtorna, Halland, Schweden                          | Dänemark-Norwegen und Lübeck besiegen Schweden                                                         |
| 1566, 26. Juli                                                         | Dritte Seeschlacht vor Öland      | Ostküste Öland, Schweden                            | Schweden besiegt Dänemark-Norwegen und Lübeck                                                          |
| 1566, 9. August                                                        | Schlacht bei Brobacka             | Alingsås, Västergötland, Schweden                   | Schweden besiegt Dänemark-Norwegen und Lübeck                                                          |
| 1569, November                                                         | Belagerung von Varberg            | Varberg, Halland, Schweden                          | Dänemark-Norwegen und Lübeck besiegen Schweden                                                         |
| 1558–1583: Livländischer Krieg (Erster Nordischer Krieg)               |                                   |                                                     | |
| 1571: Dänisch–Polnischer Krieg                                         |                                   |                                                     | |
| 1571, 29. Juli                                                         | Seegefecht bei Hel                | Hel, Pommern, Polen                                 | Dänemark-Norwegen besiegt Polen–Litauen                                                                |

## 17. Jahrhundert
| Datum                                                                           | Schlachtname                                        | Ort, Region, Staat (heute)                          | Ergebnis                                                                  |
| 1611–1613: Dänisch-Schwedischer Krieg (Kalmarkrieg)                             | 1611–1613: Dänisch-Schwedischer Krieg (Kalmarkrieg) | 1611–1613: Dänisch-Schwedischer Krieg (Kalmarkrieg) | 1611–1613: Dänisch-Schwedischer Krieg (Kalmarkrieg)                       |
| ------------------------------------------------------------------------------- | --------------------------------------------------- | --------------------------------------------------- | ------------------------------------------------------------------------- |
| 1612, 11. Februar                                                               | Schlacht bei Vittsjö                                | Vittsjö, Schonen, Schweden                          | Dänemark-Norwegen besiegt Schweden                                        |
| 1625–1629 Niedersächsisch-Dänischer Krieg (Dreißigjähriger Krieg)               |                                                     |                                                     |                                                                           |
| 1626, 25. April                                                                 | Schlacht bei Dessau                                 | Dessau (Sachsen-Anhalt), Deutschland                | Kaiserliches (Katholisches) Heer besiegt Protestanten                     |
| 1626, 27. August                                                                | Schlacht bei Lutter                                 | Lutter am Barenberge (Niedersachsen), Deutschland   | Kaiserliches (Katholisches) Heer besiegt Dänemark-Norwegen (Protestanten) |
| 1628, Mai – 4. August                                                           | Belagerung von Stralsund                            | Stralsund (Mecklenburg-Vorpommern), Deutschland     | Dänemark-Norwegen (Protestanten) besiegt Kaiserliches (Katholisches) Heer |
| 1628, 2. September                                                              | Schlacht bei Wolgast                                | Wolgast (Mecklenburg-Vorpommern), Deutschland       | Kaiserliches (Katholisches) Heer besiegt Dänemark-Norwegen (Protestanten) |
| 1643–1645 Dänisch-Schwedischer Krieg (Torstenssonkrieg) (Dreißigjähriger Krieg) |                                                     |                                                     |                                                                           |
| 1641 – 43                                                                       | Belagerung Hamburgs (1641–1643)                     | Hansestadt Hamburg, Deutschland                     | Hamburg und Verbündete besiegen Dänemark–Norwegen                         |
| 1644, 9. Januar                                                                 | Schlacht bei Kolding (1644)                         | Kolding (Südostjütland), Dänemark                   | Schweden besiegt Dänemark–Norwegen                                        |
| 1644, 16. Mai                                                                   | Seeschlacht im Lister Tief                          | Lister Tief (Rømø bis Sylt), (Südjütland), Dänemark | Dänemark–Norwegen besiegt Schweden                                        |
| 1644, 1. Juli                                                                   | Seeschlacht auf der Kolberger Heide                 | Küste Fehmarn bis Kieler Förde, Deutschland         | Dänemark–Norwegen besiegt Schweden                                        |
| 1644, 13. Oktober                                                               | Seeschlacht bei Fehmarn                             | Küste Fehmarn und Lolland, Deutschland/Dänemark     | Schweden besiegt Dänemark–Norwegen                                        |
| 1644, 22. Dezember                                                              | Schlacht bei Bysjön                                 | Bysjön, Värmland, Schweden                          | Dänemark–Norwegen besiegt Schweden                                        |
| 1657–1658: Dänisch-Schwedischer Krieg (Zweiter Nordischer Krieg)                |                                                     |                                                     |                                                                           |
| 1658, 30. Januar – 6. Februar                                                   | Marsch über die Belte                               | Kleiner und Großer Belt, Dänemark                   | Schweden besiegt Dänemark-Norwegen                                        |
| 1658–1660: Dänisch-Schwedischer Krieg (Zweiter Nordischer Krieg)                |                                                     |                                                     |                                                                           |
| 1658, 8. November                                                               | Seeschlacht im Öresund (1658)                       | Øresund, Dänemark                                   | Vereinigte Niederlande besiegt Schweden                                   |
| 1658, 25. Dezember                                                              | Schlacht bei Kolding (1658)                         | Kolding, Südostjütland, Dänemark                    | Polen–Litauen und Dänemark-Norwegen besiegen Schweden                     |
| 1659, 11. Februar                                                               | Angriff auf Kopenhagen                              | Kopenhagen, Seeland, Dänemark                       | Dänemark-Norwegen und Vereinigte Niederlande besiegen Schweden            |
| 1659, 23. Juli                                                                  | Seeschlacht bei Ebeltoft                            | Ebeltoft, Ostküste Jütland, Dänemark                | Schweden besiegt Dänemark-Norwegen und Vereinigte Niederlande             |
| 1659, 14. November                                                              | Schlacht bei Nyborg                                 | Nyborg, Fünen, Dänemark                             | Dänemark-Norwegen und Verbündete besiegen Schweden                        |
| 1665–1667: Zweiter Englisch-Niederländischer Krieg                              |                                                     |                                                     |                                                                           |
| 1665, 12. August                                                                | Schlacht in der Bucht von Bergen                    | Bergen, Hordaland, Norwegen                         | Vereinigte Niederlande und Dänemark-Norwegen besiegen England             |
| 1666: Zweiter Bremisch-Schwedischer Krieg                                       |                                                     |                                                     |                                                                           |
| 1672–1674: Dritter Englisch-Niederländischer Krieg                              |                                                     |                                                     |                                                                           |
| 1675–1678: Holländischer Krieg                                                  |                                                     |                                                     |                                                                           |
| 1675–1679: Schonischer Krieg (Nordischer Krieg (1674–1679))                     |                                                     |                                                     |                                                                           |
| 1675, 15. Oktober – 14. Dezember                                                | Schlacht um Wismar (1675)                           | Wismar, Mecklenburg-Vorpommern Deutschland          | Dänemark-Norwegen besiegt Schweden                                        |
| 1676, 25./26. Mai                                                               | Seeschlacht bei Bornholm (1676)                     | Zwischen Bornholm, Dänemark und Rügen, Deutschland  | Dänemark-Norwegen und Vereinigte Niederlande besiegen Schweden            |
| 1676, 11. Juni                                                                  | Seeschlacht vor Öland (1676)                        | Ostküste Öland, Schweden                            | Dänemark-Norwegen und Vereinigte Niederlande besiegen Schweden            |
| 1676, 17. August                                                                | Schlacht bei Halmstad                               | Halmstad, Halland, Schweden                         | Schweden besiegt Dänemark-Norwegen                                        |
| 1676, 4. Dezember                                                               | Schlacht bei Lund                                   | Lund, Schonen, Schweden                             | Schweden besiegt Dänemark-Norwegen                                        |
| 1677, 31. Mai                                                                   | Seeschlacht bei Møn                                 | Südküste Møn, Dänemark                              | Dänemark-Norwegen besiegt Schweden                                        |
| 1677, 5./6. Juli                                                                | Schlacht von Malmö                                  | Malmö, Schonen, Schweden                            | Schweden besiegt Dänemark-Norwegen                                        |
| 1677, 11./12. Juli                                                              | Seeschlacht in der Køgebucht (1677)                 | Køge Bugt (Südostküste Seeland), Dänemark           | Dänemark-Norwegen besiegt Schweden                                        |
| 1677, 24. Juli                                                                  | Schlacht bei Landskrona                             | Landskrona, Schonen, Schweden                       | Schweden besiegt Dänemark-Norwegen                                        |
| 1677, 16. bis 2. August                                                         | Belagerung von Marstrand                            | Marstrand, Bohuslän, Schweden                       | Dänemark-Norwegen besiegt Schweden                                        |
| 1677, 7. September                                                              | Schlacht von Uddevalla                              | Uddevalla, Bohuslän, Schweden                       | Dänemark-Norwegen besiegt Schweden                                        |
| 1678, 18. Januar                                                                | Schlacht bei Warksow                                | Warksow bei Gustow (Rügen), Deutschland             | Schweden besiegt Dänemark-Norwegen und Brandenburg-Preußen                |
| 1678, 22. – 24. September                                                       | Invasion Rügens (1678)                              | Rügen, Deutschland                                  | Dänemark-Norwegen und Brandenburg-Preußen besiegen Schweden               |
| 1679–1686: Belagerungen Hamburgs                                                |                                                     |                                                     |                                                                           |
| 1679                                                                            | Belagerung Hamburgs (1679)                          | Hansestadt Hamburg, Deutschland                     | Hamburg und Verbündete besiegen Dänemark-Norwegen und Frankreich          |
| 1686, 20. August – 10. September                                                | Belagerung Hamburgs (1686)                          | Hansestadt Hamburg, Deutschland                     | Hamburg und Verbündete besiegen Dänemark-Norwegen und Frankreich          |

## 18. Jahrhundert
| Datum | Schlachtname                                               | Ort, Region, Staat (heute)                                         | Ergebnis                                                                                                |
| 1700: Dänisch-Schwedischer Krieg (Großer Nordischer Krieg)                                                            | 1700: Dänisch-Schwedischer Krieg (Großer Nordischer Krieg) | 1700: Dänisch-Schwedischer Krieg (Großer Nordischer Krieg)         | 1700: Dänisch-Schwedischer Krieg (Großer Nordischer Krieg)                                              |
| --- | ---------------------------------------------------------- | ------------------------------------------------------------------ | --- |
| 1700, 1. März – August                                                                                                | Belagerung von Tönning (1700)                              | Tönning (Schleswig-Holstein), Deutschland                          | Schweden besiegt Dänemark-Norwegen                                                                      |
| 1700, 4. August | Landung bei Humlebæk                                       | Humlebæk (Seeland), Dänemark                                       | Schweden besiegt Dänemark-Norwegen                                                                      |
| 1703–1711: Aufstand von Franz II. Rákóczi (Kuruzenkrieg)                                                              |                                                            |                                                                    | |
| 1703, 15. November | Schlacht bei Altsohl                                       | Zvolen (Kreis Banská Bystrica), Slowakei                           | Ungarn (Kuruzen) und Frankreich besiegen Habsburg, Dänemark-Norwegen, Serbien und ungarische Royalisten |
| 1704, 21. April | Schlacht bei Bischdorf                                     | Podunajské Biskupice (Bratislava), Slowakei                        | Ungarn (Kuruzen) besiegt Dänemark-Norwegen                                                              |
| 1704, 28. Mai | Schlacht bei Smolenitz                                     | Smolenice (Kreis Trnava), Slowakei                                 | Ungarn (Kuruzen) besiegt HRR, Habsburg und Dänemark-Norwegen                                            |
| 1704, 13. Juni | Schlacht bei Koroncó                                       | Koroncó (Győr-Moson-Sopron), Ungarn                                | HRR, Habsburg, Preußen, Dänemark-Norwegen, Kroatien und Serbien besiegen Ungarn (Kuruzen)               |
| 1705, 15. November | Schlacht bei Siben                                         | Jibou (Kreischgebiet), Rumänien                                    | Habsburg, Dänemark-Norwegen und Serbien besiegen Ungarn (Kuruzen) und Frankreich                        |
| 1710–1720: Dänisch-Schwedischer Krieg (Großer Nordischer Krieg) → Pommernfeldzug 1715/1716 und Norwegenfeldzug (1716) |                                                            |                                                                    | |
| 1710, 10. März | Schlacht bei Helsingborg                                   | Helsingborg (Schonen), Schweden                                    | Schweden besiegt Dänemark-Norwegen                                                                      |
| 1710, 24. – 27. September                                                                                             | Seeschlacht in der Køgebucht (1710)                        | Køge Bugt (Südostküste Seeland), Dänemark                          | Dänemark-Norwegen gegen Schweden                                                                        |
| 1711, 7. – 26. September 1712                                                                                         | Belagerung von Stralsund (1711)                            | Stralsund, Mecklenburg-Vorpommern, Deutschland                     | Schweden besiegt Dänemark-Norwegen                                                                      |
| 1711, 17. – 19. Januar 1712                                                                                           | Belagerung von Wismar (1711)                               | Wismar, Mecklenburg-Vorpommern, Deutschland                        | Schweden besiegt Dänemark-Norwegen                                                                      |
| 1711, 5. Dezember | Gefecht bei Lübow                                          | Lübow, Mecklenburg-Vorpommern, Deutschland                         | Dänemark-Norwegen besiegt Schweden                                                                      |
| 1712, 31. Juli – 17. August                                                                                           | Seegefechte im Greifswalder Bodden (1712)                  | Greifswalder Bodden vor Rügen, Deutschland                         | Dänemark-Norwegen besiegt Schweden                                                                      |
| 1712, 7. – 7. September 1712                                                                                          | Belagerung von Stade (1712)                                | Stade, Niedersachsen, Deutschland                                  | Dänemark-Norwegen besiegt Schweden                                                                      |
| 1712, 29. – 30. September                                                                                             | Seeschlacht vor Rügen (1712)                               | Bucht Libben zwischen Dornbusch (Hiddensee) und Dranske (Rügen)    | Dänemark-Norwegen und Russland besiegen Schweden                                                        |
| 1712, 20. Dezember | Schlacht bei Gadebusch                                     | Gadebusch, Mecklenburg-Vorpommern, Deutschland                     | Schweden besiegt Dänemark-Norwegen und Polen-Litauen                                                    |
| 1713, Februar – 7. Februar 1714                                                                                       | Belagerung von Tönning (1713)                              | Tönning (Schleswig-Holstein), Deutschland                          | Dänemark-Norwegen, Russland und Sachsen besiegen Schweden                                               |
| 1715, 24. April | Seeschlacht bei Fehmarn (1715)                             | Fehmarnbelt, Deutschland/Dänemark                                  | Dänemark-Norwegen besiegt Schweden                                                                      |
| 1715, 11. Juni – April 1716                                                                                           | Belagerung von Wismar (1715)                               | Wismar, Mecklenburg-Vorpommern, Deutschland                        | Dänemark-Norwegen, Preußen und Kurhannover besiegen Schweden                                            |
| 1715, 12. Juli – 23. Dezember                                                                                         | Belagerung von Stralsund (1715)                            | Stralsund, Mecklenburg-Vorpommern, Deutschland                     | Preußen, Dänemark-Norwegen und Sachsen besiegen Schweden                                                |
| 1715, 8. August | Seeschlacht bei Jasmund (1715)                             | Vor Jasmund (Rügen), Mecklenburg-Vorpommern, Deutschland           | Dänemark-Norwegen besiegt Schweden                                                                      |
| 1715, September – 25. September                                                                                       | Seegefechte im Greifswalder Bodden (1715)                  | Greifswalder Bodden vor Rügen, Mecklenburg-Vorpommern, Deutschland | Dänemark-Norwegen besiegt Schweden                                                                      |
| 1715, 16. November | Schlacht bei Stresow                                       | Groß Stresow auf Rügen, Mecklenburg-Vorpommern, Deutschland        | Preußen, Dänemark-Norwegen und Sachsen besiegen Schweden                                                |
| 1716, 3. – 4. Juli | Angriff auf Frederikshald (1716)                           | Festung Fredriksten bei Halden, Østfold, Norwegen                  | Dänemark-Norwegen besiegt Schweden                                                                      |
| 1716, 8. Juli | Seegefecht im Dynekilen-Fjord                              | Dynekilen, Bohuslän, Schweden                                      | Dänemark-Norwegen besiegt Schweden                                                                      |
| 1717, 2. – 3. Mai | Angriff auf Göteborg (1717)                                | Göteborg, Halland/Västergötland/Bohuslän, Schweden                 | Schweden besiegt Dänemark-Norwegen                                                                      |
| 1717, 19. Juli | Angriff auf Strömstad                                      | Strömstad, Bohuslän, Schweden                                      | Schweden besiegt Dänemark-Norwegen                                                                      |
| 1718, November – 12. Januar 1719                                                                                      | Belagerung von Trondheim                                   | Trondheim, Trøndelag, Norwegen                                     | Dänemark-Norwegen besiegt Schweden                                                                      |
| 1718, 20. November – 14. Dezember                                                                                     | Belagerung von Frederikshald (1718)                        | Festung Fredriksten bei Halden, Østfold, Norwegen                  | Dänemark-Norwegen besiegt Schweden                                                                      |
| 1719, 20. Juli – 27. September                                                                                        | Angriff auf Göteborg (1719)                                | Göteborg, Halland/Västergötland/Bohuslän, Schweden                 | Schweden besiegt Dänemark-Norwegen                                                                      |
| 1769–1772: Dänisch-Algerischer Krieg                                                                                  |                                                            |                                                                    | |
| 1788–1789: Dänisch-Schwedischer Krieg (Preiselbeerkrieg) (Russisch-Schwedischer Krieg (1788–1790))                    |                                                            |                                                                    | |
| 1788, 29. November | Gefecht bei Kvistrum                                       | Munkedal, Bohuslän, Schweden                                       | Dänemark-Norwegen besiegt Schweden                                                                      |
| 1797: Dänisch–Libyscher Krieg                                                                                         |                                                            |                                                                    | |
| 1797, 16. Mai | Seegefecht bei Tripolis                                    | Tripolis, Libyen                                                   | Dänemark-Norwegen besiegt Tripolitanier                                                                 |

## 19. Jahrhundert
| Datum                                                                                               | Schlachtname                                            | Ort, Region, Staat (heute)                              | Ergebnis                                                                                    |
| 1801 Dänisch-Britischer Krieg (Zweiter Koalitionskrieg)                                             | 1801 Dänisch-Britischer Krieg (Zweiter Koalitionskrieg) | 1801 Dänisch-Britischer Krieg (Zweiter Koalitionskrieg) | 1801 Dänisch-Britischer Krieg (Zweiter Koalitionskrieg)                                     |
| --------------------------------------------------------------------------------------------------- | ------------------------------------------------------- | ------------------------------------------------------- | ------------------------------------------------------------------------------------------- |
| 1801, 2. April                                                                                      | Seeschlacht von Kopenhagen (1801)                       | Kopenhagen, Seeland, Dänemark                           | Vereinigtes Königreich besiegt Dänemark-Norwegen                                            |
| 1807–1814 Dänisch-Britischer Krieg 1807–1814 (Kanonenbootskrieg) (Koalitionskriege)                 |                                                         |                                                         |                                                                                             |
| 1807, 16. August – 7. September                                                                     | Bombardement Kopenhagens (1807)                         | Kopenhagen, Seeland, Dänemark                           | Vereinigtes Königreich besiegt Dänemark-Norwegen                                            |
| 1807, 29. August                                                                                    | Schlacht bei Køge                                       | Køge, Seeland, Dänemark                                 | Vereinigtes Königreich besiegt Dänemark-Norwegen                                            |
| 1808, 2. März                                                                                       | Seegefecht vor Scarborough                              | Scarborough, North Yorkshire, England                   | Vereinigtes Königreich besiegt Dänemark-Norwegen                                            |
| 1808, 22. März                                                                                      | Seeschlacht vor Sjællands Odde                          | Sjællands Odde, Seeland, Dänemark                       | Vereinigtes Königreich besiegt Dänemark-Norwegen                                            |
| 1808, 16. Mai                                                                                       | Seegefecht vor Alvøen                                   | Alvøen bei Bergen, Hordaland, Norwegen                  | Dänemark-Norwegen besiegt Vereinigtes Königreich                                            |
| 1808, 9. Juni                                                                                       | Seegefecht vor Saltholm                                 | Vor Saltholm, Øresund, Dänemark                         | Dänemark-Norwegen besiegt Vereinigtes Königreich                                            |
| 1810, 23. Juli                                                                                      | Seegefecht vor Silda                                    | Vor Silda, Fylke, Norwegen                              | Vereinigtes Königreich besiegt Dänemark-Norwegen                                            |
| 1811, 27. März                                                                                      | Seeschlacht vor Anholt                                  | Vor Anholt, Kattegat, Dänemark                          | Vereinigtes Königreich besiegt Dänemark-Norwegen                                            |
| 1812, 6. Juli                                                                                       | Seegefecht von Lyngør                                   | Vor Lyngør, Skagerrak, Norwegen                         | Vereinigtes Königreich besiegt Dänemark-Norwegen                                            |
| 1808–1809 Dänisch-Schwedischer Krieg (Koalitionskriege und Russisch-Schwedischer Krieg (1808–1809)) |                                                         |                                                         |                                                                                             |
| 1808, April                                                                                         | Gefecht bei Skalbukilen                                 | Östlich Flisa (Hedmark), Norwegen                       | Dänemark-Norwegen besiegt Schweden                                                          |
| 1808, 13. April                                                                                     | Schlacht bei Lier                                       | Südlich Kongsvinger (Hedmark), Norwegen                 | Schweden besiegt Dänemark-Norwegen                                                          |
| 1808, 19. – 20. April                                                                               | Gefecht bei Toverud                                     | Aurskog (Akershus), Norwegen                            | Dänemark-Norwegen besiegt Schweden                                                          |
| 1808, 20. April – 7. Mai                                                                            | Gefechte bei Rødenes                                    | Rødenes (Østfold), Norwegen                             | Dänemark-Norwegen besiegt Schweden                                                          |
| 1808, 25. April                                                                                     | Gefecht bei Trangen                                     | Flisa (Hedmark), Norwegen                               | Dänemark-Norwegen besiegt Schweden                                                          |
| 1808, 28. April                                                                                     | Seegefecht vor Strömstad                                | Küste Furholmen, Bohuslän, Schweden                     | Schweden besiegt Dänemark-Norwegen                                                          |
| 1808, 18. Mai                                                                                       | Gefecht bei Mobekk                                      | Östlich Kongsvinger (Hedmark), Norwegen                 | Schweden besiegt Dänemark-Norwegen                                                          |
| 1808, 24. Mai                                                                                       | Gefecht bei Jerpset                                     | Jerpset (Hedmark), Norwegen                             | Dänemark-Norwegen besiegt Schweden                                                          |
| 1808, 10. Juni                                                                                      | Erstes Gefecht bei Prestebakke                          | Prestebakke (Østfold), Norwegen                         | Dänemark-Norwegen besiegt Schweden                                                          |
| 1808, 14. Juni                                                                                      | Zweites Gefecht bei Prestebakke                         | Prestebakke (Østfold), Norwegen                         | Schweden besiegt Dänemark-Norwegen                                                          |
| 1808, Mitte August                                                                                  | Erster Jämtland–Feldzug                                 | Jämtland, Schweden                                      | Schweden besiegt Dänemark-Norwegen                                                          |
| 1808, August                                                                                        | Evakuierung der La Romagna Division                     | Dänemark                                                | Briten und Spanier besiegen Dänemark-Norwegen und Frankreich                                |
| 1808, 12. September                                                                                 | Gefecht bei Berby                                       | Berby (Østfold), Norwegen                               | Dänemark-Norwegen besiegt Schweden                                                          |
| 1809, 2. – 24. Juli                                                                                 | Zweiter Jämtland–Feldzug                                | Jämtland und Härjedalen, Schweden                       | Schweden besiegt Dänemark-Norwegen                                                          |
| 1809, 16. Juli                                                                                      | Gefecht bei der Hjerpe–Schanze                          | Bei Järpen, Jämtland, Schweden                          | Schweden besiegt Dänemark-Norwegen                                                          |
| 1813–1814 Sechster Koalitionskrieg (Befreiungskriege) mit Frankreich                                |                                                         |                                                         |                                                                                             |
| 1813, 7. Dezember                                                                                   | Schlacht bei Bornhöved (1813)                           | Bornhöved (Schleswig-Holstein), Deutschland             | Schweden, Russland und Preußen besiegen Dänemark-Norwegen                                   |
| 1813, 10. Dezember                                                                                  | Schlacht bei Sehestedt                                  | Sehestedt (Schleswig-Holstein), Deutschland             | Dänemark-Norwegen besiegt Schweden, Russland und Preußen                                    |
| 1813–1814 Sechster Koalitionskrieg (Befreiungskriege) gegen Frankreich                              |                                                         |                                                         |                                                                                             |
| 1814, 15. Januar – 14. Mai                                                                          | Belagerung von Jülich (1814)                            | Jülich (Nordrhein-Westfalen), Deutschland               | Russland, Preußen, Schweden, Dänemark, Sachsen und Mecklenburg-Schwerin besiegen Frankreich |
| 1848–1851: Erster Schleswig-Holsteinischer Krieg                                                    |                                                         |                                                         |                                                                                             |
| 1848, 9. April                                                                                      | Schlacht von Bau                                        | Bov Sogn, (Südjütland), Dänemark                        | Dänemark besiegt Schleswig-Holstein                                                         |
| 1848, 23. April                                                                                     | Schlacht bei Schleswig                                  | Schleswig, (Schleswig-Holstein), Deutschland            | Preußen und Schleswig-Holstein (Deutscher Bund) besiegen Dänemark                           |
| 1848, 23. April                                                                                     | Gefecht von Missunde (1848)                             | Missunde (Schleswig-Holstein), Deutschland              | Preußen und Schleswig-Holstein (Deutscher Bund) besiegen Dänemark                           |
| 1848, 24. April                                                                                     | Gefecht bei Oeversee (1848)                             | Oeversee (Schleswig-Holstein), Deutschland              | Preußen und Schleswig-Holstein (Deutscher Bund) besiegen Dänemark                           |
| 1848, 27. Mai                                                                                       | Schlacht auf Sundeved                                   | Sundeved–Halbinsel (Südostjütland), Dänemark            | Dänemark gegen Preußen und Schleswig-Holstein (Deutscher Bund)                              |
| 1848, 28. Mai                                                                                       | Schlacht bei Nybøl (1848)                               | Nybøl Sogn (Südostjütland), Dänemark                    | Dänemark besiegt Preußen und Schleswig-Holstein (Deutscher Bund)                            |
| 1848, 5. Juni                                                                                       | Schlacht bei den Düppeler Schanzen (1848)               | Dybbøl Sogn (Südostjütland), Dänemark                   | Dänemark besiegt Preußen und Schleswig-Holstein (Deutscher Bund)                            |
| 1848, 7. Juni                                                                                       | Gefecht bei Hoptrup                                     | Hoptrup (Südostjütland), Dänemark                       | Dänemark gegen Preußen und Schleswig-Holstein (Deutscher Bund)                              |
| 1848, 30. Juni                                                                                      | Gefecht bei Bjerning                                    | Bjerning (Südostjütland), Dänemark                      | Dänemark gegen Preußen und Schleswig-Holstein (Deutscher Bund)                              |
| 1849, 3. April                                                                                      | Gefecht bei Adsbøl                                      | Adsbøl, (Südostjütland), Dänemark                       | Dänemark besiegt Schleswig-Holstein                                                         |
| 1849, 5. April                                                                                      | Gefecht bei Eckernförde                                 | Eckernförde, (Schleswig-Holstein), Deutschland          | Schleswig-Holstein (Deutscher Bund) besiegt Dänemark                                        |
| 1849, 6. April                                                                                      | Gefechte bei Ulderup und Avnbøl                         | Ullerup (Sundeved–Halbinsel) (Südostjütland), Dänemark  | Schleswig-Holstein (Deutscher Bund) gegen Dänemark                                          |
| 1849, 13. April                                                                                     | Schlacht bei den Düppeler Schanzen (1849)               | Dybbøl Sogn (Südostjütland), Dänemark                   | Dänemark besiegt Preußen, Sachsen und Schleswig-Holstein (Deutscher Bund)                   |
| 1849, 23. April                                                                                     | Schlacht bei Kolding (1849)                             | Kolding (Südostjütland), Dänemark                       | Preußen und Schleswig-Holstein (Deutscher Bund) besiegen Dänemark                           |
| 1849, 31. Mai                                                                                       | Gefecht bei Vejlby                                      | Vejlby bei Aarhus, (Südostjütland), Dänemark            | Dänemark besiegt Preußen und Schleswig-Holstein                                             |
| 1849, 4. Juni                                                                                       | Seegefecht bei Helgoland (1849)                         | Helgoland, (Schleswig-Holstein), Deutschland            | Deutscher Bund gegen Dänemark                                                               |
| 1849, 6. Juni                                                                                       | Gefecht bei Fredericia                                  | Fredericia, (Südostjütland), Dänemark                   | Dänemark besiegt Preußen und Schleswig-Holstein                                             |
| 1850, 24./25. Juli                                                                                  | Schlacht bei Idstedt                                    | Idstedt, (Schleswig-Holstein), Deutschland              | Dänemark besiegt Schleswig-Holstein                                                         |
| 1850, 28. Juli                                                                                      | Gefecht bei Jagel                                       | Jagel, (Schleswig-Holstein), Deutschland                | Dänemark besiegt Schleswig-Holstein                                                         |
| 1850, 12. September                                                                                 | Gefecht von Missunde (1850)                             | Missunde (Schleswig-Holstein), Deutschland              | Dänemark gegen Schleswig-Holstein                                                           |
| 1850, 4. Oktober                                                                                    | Gefecht bei Friedrichstadt                              | Friedrichstadt, (Schleswig-Holstein), Deutschland       | Dänemark besiegt Schleswig-Holstein                                                         |
| 1850, 24. November                                                                                  | Gefecht bei Lottorf                                     | Lottorf, (Schleswig-Holstein), Deutschland              | Dänemark besiegt Schleswig-Holstein                                                         |
| 1850, 31. Dezember                                                                                  | Gefecht bei Möhlhorst                                   | Möhlhorst, (Schleswig-Holstein), Deutschland            | Dänemark gegen Schleswig-Holstein                                                           |
| 1864: Deutsch-Dänischer Krieg (Zweiter Schleswig-Holsteinischer Krieg)                              |                                                         |                                                         |                                                                                             |
| 1864, 2. Februar                                                                                    | Gefecht von Missunde                                    | Missunde (Schleswig-Holstein), Deutschland              | Dänemark besiegt Preußen                                                                    |
| 1864, 6. Februar                                                                                    | Schlacht von Oeversee                                   | Oeversee (Schleswig-Holstein), Deutschland              | Österreich gegen Dänemark                                                                   |
| 1864, 17. März                                                                                      | Seegefecht bei Jasmund (1864)                           | Östlich Rügen (Mecklenburg-Vorpommern), Deutschland     | Dänemark besiegt Preußen                                                                    |
| 1864, 18. April                                                                                     | Schlacht bei den Düppeler Schanzen                      | Dybbøl Sogn (Südostjütland), Dänemark                   | Preußen besiegt Dänemark                                                                    |
| 1864, 9. Mai                                                                                        | Seegefecht bei Helgoland (1864)                         | Vor Helgoland (Schleswig-Holstein), Deutschland         | Dänemark besiegt Preußen und Österreich                                                     |
| 1864, 29. Juni – 1. Juli                                                                            | Schlacht von Alsen                                      | Kær Halvø, Alsen, Dänemark                              | Preußen besiegt Dänemark                                                                    |
| 1864, 3. Juli                                                                                       | Gefecht von Lundby                                      | Lundby bei Aalborg (Nordjütland), Dänemark              | Preußen besiegt Dänemark                                                                    |

## 20. Jahrhundert
| Datum                                                             | Schlachtname                                                      | Ort, Region, Staat (heute)                                        | Ergebnis                                                            |
| 1914–18 – Erster Weltkrieg                                        | 1914–18 – Erster Weltkrieg                                        | 1914–18 – Erster Weltkrieg                                        | 1914–18 – Erster Weltkrieg                                          |
| 1939–45 – Zweiter Weltkrieg (→Dänemark unter deutscher Besatzung) | 1939–45 – Zweiter Weltkrieg (→Dänemark unter deutscher Besatzung) | 1939–45 – Zweiter Weltkrieg (→Dänemark unter deutscher Besatzung) | 1939–45 – Zweiter Weltkrieg (→Dänemark unter deutscher Besatzung)   |
| ----------------------------------------------------------------- | ----------------------------------------------------------------- | ----------------------------------------------------------------- | ------------------------------------------------------------------- |
| 1940, 9. April                                                    | Invasion von Dänemark                                             | Dänemark                                                          | Deutsche Besetzung Dänemarks (Operation Weserübung Süd)             |
| 1940, 10. April                                                   | Invasion von Island                                               | Island                                                            | Britische Besetzung Islands (Operation Fork)                        |
| 1943, 29. August                                                  | Selbstversenkung der dänischen Flotte                             | Dänemark                                                          | Deutschland besiegt Dänemark                                        |
| Dänemarks Militäreinsätze seit Kriegsende 1945                    |                                                                   |                                                                   |                                                                     |
| 1950–1953                                                         | Koreakrieg                                                        | Korea                                                             | Medizinischer Einsatz Dänemarks im Koreakrieg                       |
| 1990–1991                                                         | Zweiter Golfkrieg                                                 | Irak, Kuwait                                                      | Dänemarks Beteiligung am Zweiten Golfkrieg                          |
| 1994, 29. April                                                   | Operation Bøllebank                                               | Tuzla, Kanton Tuzla, Bosnien und Herzegowina                      | Dänemark (UNPROFOR) besiegt Serbien im Bosnienkrieg (1992–1995)     |
| 1994, 25. Oktober                                                 | Operation Amanda                                                  | Gradačac, Kanton Tuzla, Bosnien und Herzegowina                   | Dänemark (UNPROFOR) besiegt Serbien im Bosnienkrieg (1992–1995)     |
| 1998 – 1999                                                       | Kosovokrieg                                                       | Kosovo                                                            | Dänemarks Beteiligung am Kosovokrieg                                |
| 2002 – 2014                                                       | Einsatz der Dänischen Streitkräfte in Afghanistan                 | Afghanistan                                                       | Dänemarks Beteiligung am Krieg in Afghanistan                       |
| Seit 2002                                                         | Operation Enduring Freedom                                        | Horn von Afrika                                                   | Dänemarks Beteiligung zum Krieg gegen den Terror                    |
| 2003 – 2008                                                       | Dritter Golfkrieg                                                 | Irak, Kuwait                                                      | Dänemarks Beteiligung am Irakkrieg (2003–2011)                      |
| Seit 2009                                                         | Operation Ocean Shield                                            | Somalia                                                           | Dänemarks Beteiligung zur Bekämpfung der Piraterie im Golf von Aden |
| 2011                                                              | Internationaler Militäreinsatz in Libyen 2011                     | Libyen                                                            | Dänemarks Beteiligung im Libyschen Bürgerkrieg                      |
| Seit 2014                                                         | Internationale Allianz gegen den Islamischen Staat                | Syrien, Irak                                                      | Dänemarks Beteiligung am Krieg gegen den IS                         |